# حزب الأمة (مصر)
حزب الأمة حزب سياسي في مصر تأسس في 25 يونيو 1983 بحكم من المحكمة الإدارية العليا.
يتبنى الحزب أيديولوجية الاشتراكية أو ما تسمى "الديمقراطية الاشتراكية". كما يتبنى الشريعة الإسلامية "كمصدر رئيسي للتشريع". كما أن الحزب "يدعم جهود تحقيق السلام مع إسرائيل.
وكان الحزب قد دفع بأحمد الصباحي عوض الله خليل في انتخابات الرئاسة المصرية 2005 وحصل على المركز الثامن ب صوت 4393 بنسبة 0.062 % وقد اندمج حزب الامة مع حزب اتحاد المصريين الديمقراطي في 18-9-2015 م حيث تم الدعوة لعقد الجمعية العمومية للحزب لاختيار رئيس الحزب وتعديل اسم الحزب ليصبح الامة الديمقراطي وتحديث برنامج الحزب بما يواكب الدستور الجديد للبلاد وتم اختيار د محمد جمعه رئيساً والأستاذ ماهر مهنا أمينا عاما وتم اختيار عدد 61 عضوا للجنة المركزية وتم اعتماد شعار جديد للحزب وإيداع برنامج الحزب واللائحة التنظيمية بدار الكتب.